# Jürgen Heinz Peter Hoffmeyer-Zlotnik
Jürgen Heinz Peter Hoffmeyer-Zlotnik (* 26. Dezember 1946 in Saxtorf) ist ein deutscher Sozialwissenschaftler. 

## Beruflicher Werdegang
Ab 1968 studierte er an der Fakultät für Wirtschafts- und Sozialwissenschaften der FU Berlin; Hauptfach: Soziologie, Nebenfächer: Volkswirtschaftslehre, Publizistik. 1970 wechselte er zur Universität Hamburg, Fachbereich Philosophie, Psychologie, Sozialwissenschaften; Hauptfach: Soziologie, Nebenfächer: Politische Wissenschaften, Mittlere und neuere Geschichte. Nach dem Abschluss des Studiums 1975 mit dem Rigorosum zum Dr. phil. an der Universität Hamburg bei Jürgen Friedrichs und Heinz Kluth. Nach der Habilitation 2000 an der Wirtschafts- und Sozialwissenschaftlichen Fakultät der Universität zu Köln (venia legendi für Soziologie) und der Umhabilitation 2004 an den Fachbereich Sozial- und Kulturwissenschaften der Universität Gießen zum Dr. rer soc. habil (venia legendi für Methoden der empirischen Sozialforschung) wurde er 2007 außerplanmäßiger Professor für „Empirische Sozialforschung“ in Gießen.

## Schriften (Auswahl)
- Gastarbeiter im Sanierungsgebiet. Das Beispiel Berlin-Kreuzberg. Hamburg 1977, ISBN 3-7672-0508-4.
- Zur Beschreibung von Wohnquartieren – Die Entwicklung eines Instruments. Mannheim 1984.
- Regionalisierung sozialwissenschaftlicher Umfragedaten. Siedlungsstruktur und Wohnquartier. Wiesbaden 2000, ISBN 3-531-13538-4.
- Measuring occupation and labour status in cross-national comparative surveys. Bonn 2011.